# Nsesa matteba
Nsesa matteba är en insektsart som beskrevs av Irena Dworakowska 1974. Nsesa matteba ingår i släktet Nsesa och familjen dvärgstritar. Inga underarter finns listade i Catalogue of Life.